# Гревилл, Джордж Гай, 4-й граф Уорик
Джордж Гай Гревилл, 4-й граф Уорик, 4-й граф Брук (англ. George Guy Greville, 4th Earl of Warwick, 4th Earl Brooke; 28 марта 1818 — 2 декабря 1893) — британский политик, библиофил и коллекционер. Он носил титул учтивости — лорд Брук с 1818 по 1853 год.

## Ранние годы

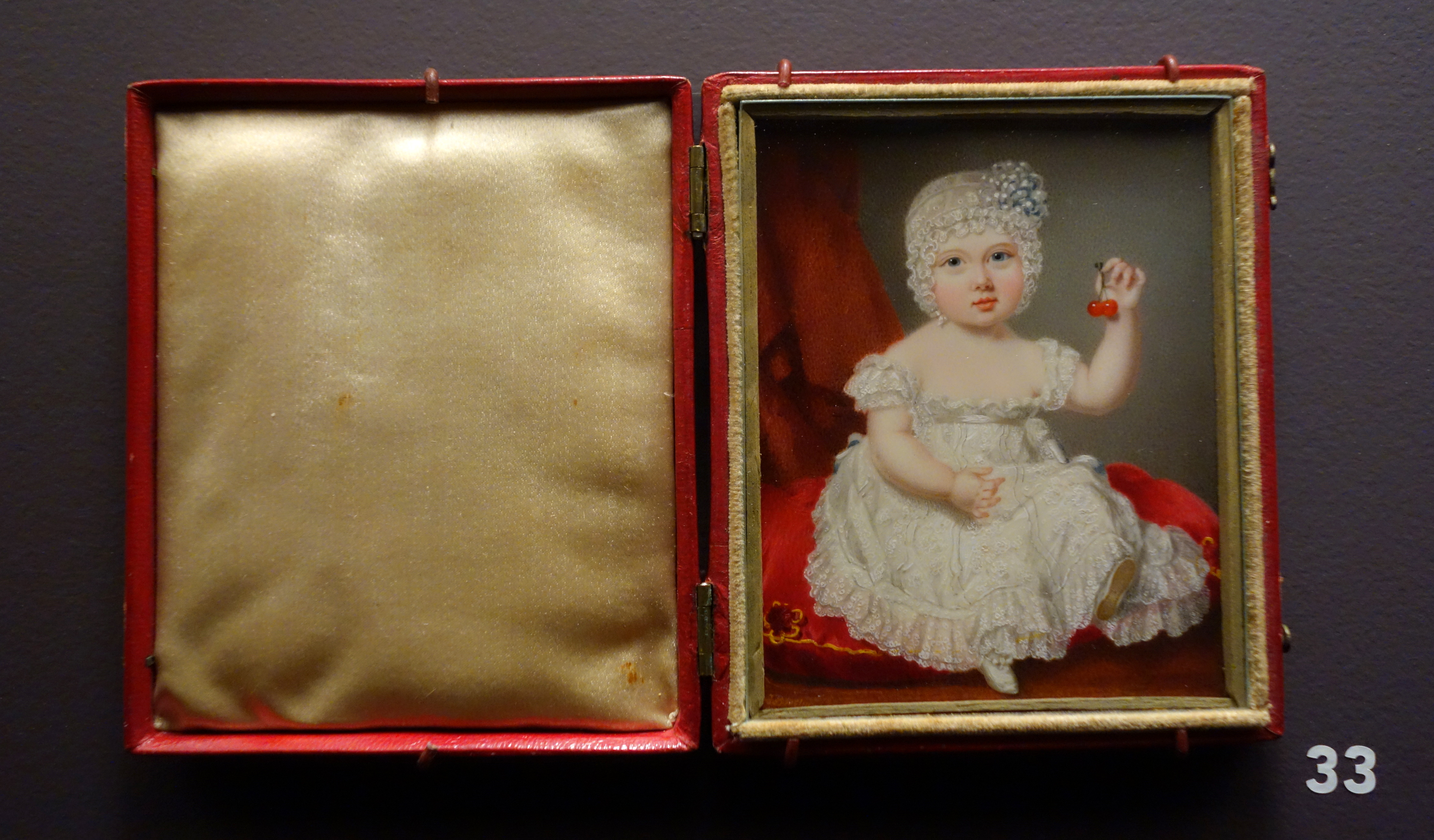
Джордж Гай Гревилл, лорд Брук, в детстве, картина Джона Брэдли, 1819 год.

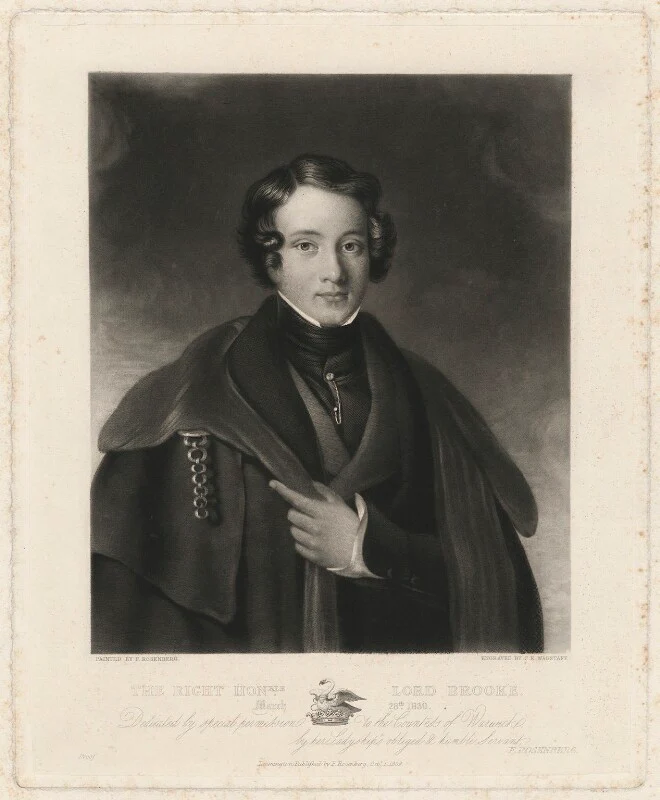
Джордж Гай Гревилл, 4-й граф Уорик, 1839 год.

Родился 28 марта 1818 года на Чарльз-стрит, Беркли-сквер в Лондоне. Единственный сын Генри Гревилля, 3-го графа Уорика (1779—1853), и леди Сары Элизабет Сэвил (1786—1851), старшей дочери Джона Сэвила, 2-го графа Мексборо.
Он получил образование в колледже Сент-Джонса в Оксфорде (1837—1839), где получил степень бакалавра в 1839 году.

## Карьера
Он был членом Палаты общин Великобритании от Южного Уорикшира с 1845 по 1853 год .
В августе 1853 года после смерти своего отца Джордж Гай Гревилл унаследовал титулы 4-го графа Уорика, 4-го графа Брука из замка Уорик и 11-го барона Брука из Бошампс-Корта.
Почётный полковник Уорикширской йоменской кавалерии и адъютант королевы Виктории (1878—1893).
Член управляющего комитета Кентерберийской ассоциации с февраля 1850 года.

## Коллекционер
Лорд Уорвик также внес большой вклад в улучшение Уорикского замка в XIX веке. Вместе со своей женой, Энн Чартерис, графиней Уорик, он руководил ремонтом Большого зала замка и домашних апартаментов после пожара 1871 года. Архитектор Энтони Сальвин был нанят для восстановления зала в типичном викторианском «готическом» стиле.
Лорд Уорвик, известный как коллекционер книг, в 1852—1870 годах с помощью Джеймса Холливелла-Филлипса основал Шекспировскую библиотеку в Уорикском замке. Вся библиотека графа была продана после его смерти в 1897 году Шекспировской Библиотеке Фолджера в Вашингтоне, округ Колумбия.
Лорд Уорвик также был коллекционером оружия и доспехов, большая часть которых была куплена через торговца и фальсификатора с Нью-Бонд-стрит Сэмюэля Люка Пратта (1805—1878). Многие из произведений были приобретены Праттом из разрозненной коллекции Сэмюэля Раша Мейрика и позже проданы Джорджу Гревиллю. Помимо оригинальных произведений Пратт продал графу несколько викторианских подделок — практика, которая в то время была довольно распространенной среди торговцев антикварной мебелью, оружием и доспехами.

## Личная жизнь
18 февраля 1852 года в церкви Св. Георгия, Св. Джордж-стрит, Ганновер-сквер, Лондон, Джордж Гревилл женился на леди Энн Чартерис (29 июля 1829 — 16 августа 1903), дочери Фрэнсиса Уэмисс-Чартериса, 9-го графа Уэмисса, и леди Луизы Бингем. У супругов было пятеро детей:
- Фрэнсис Гревилл, 5-й граф Уорик (9 февраля 1853 — 15 января 1924), старший сын и преемник отца[2].
- Достопочтенный Алвин Генри Фулк Гревилл (9 февраля 1854 — 11 апреля 1929), который в 1888 году женился на Мейбл Элизабет Джорджине Смит, дочери Эрнальда Мосли Смита (сына банкира Джорджа Роберта Смита)[2].
- Достопочтенный Луи Джордж Гревилл (1 января 1856 — 6 марта 1941), главный шериф Уилтшира в 1920 году, который в 1887 году женился на Лили Гордон, дочери Дж. Х. Гордона[2].
- Леди Ева Сара Луиза Гревилл (1860 — 12 июля 1940), она вышла замуж в 1895 году за полковника Фрэнка Дагдейла[2]
- Достопочтенный сэр Сидни Роберт Гревилл (16 ноября 1866 — 12 июня 1927), служивший личным секретарем королевы Александры[2].

Лорд Уорик скончался в замке Уорик 2 декабря 1893 года в возрасте 75 лет. Ему наследовал его старший сын Фрэнсис Гревилл, 5-й граф Уорик.